# Yael Danon
Yael Danon (Ciudad de Panamá, Panamá, 16 de enero de 2006) es una cantante israelí-panameña

## Biografía
Danon fue concursante ganadora de Israel's Got Talent. Durante una visita a su familia en Israel en diciembre de 2018, su padre le sugirió que hiciera una audición para IGT. Cantó una versión de "Fix You" de Coldplay en la audición y una versión de "Wonderwall" de Oasis durante el show. Después de su victoria en IGT, Danon actuó en la Knesset (el parlamento israelí). Danon es conocida por su versión de "To Change" y por sus versiones de las canciones "Hello" de Adele, "Fix You" de Coldplay y "Wonderwall" de Oasis. En noviembre de 2015, Danon comenzó a publicar videos de ella cantando a través de Instagram y su canal de YouTube, además de actuar en musicales. Danon apareció en Israel's Got Talent en diciembre de 2018. Ganó la categoría juvenil en el especial de dos partes del programa dedicado a jóvenes talentos con su interpretación de "Wonderwall" con solo 12 años.

## Discografía
| Año  | Títulos      | Notas |
| ---- | ------------ | ----- |
| 2021 | Can You Feel | [ 5 ] |
| 2020 | Extraño      | [ 6 ] |
| 2019 | To Change    |       |